# Neuromodulazione auricolare
La  neuromodulazione auricolare (in inglese auricular neuromodulation) è una disciplina medica alternativa che utilizza la stimolazione periferica dell'orecchio esterno per modulare le fibre vago/trigemino/spinali (C2-C3) che lo innervano. 

## Descrizione
Trae i suoi fondamenti dalla fusione delle nozioni dell'auricoloterapia, chiamata anche agopuntura auricolare, disciplina annoverata tra le medicine complementari, con le evidenze scientifiche emerse nell'ambito della VNS (stimolazione del nervo vago) approvata dall'FDA (Food and Drug Administration) nel 1997 per il trattamento delle forme di epilessia farmacoresistente e nel 2005 nei gravi casi di depressione che non rispondono ad altri tipi di trattamento. Infatti, l'evoluzione di questa disciplina, la tVNS (Transcutaneous Auricular Vagus Nerve Stimulation), prevede la possibilità di utilizzare la stimolazione del padiglione auricolare per modulare le funzioni del nervo vago, definendone i meccanismi neurobiologici che ne stanno alla base e individuandone le applicazioni cliniche, diverse delle quali già proposte empiricamente dalla stessa auricoloterapia-agopuntura auricolare. 
Il modello della neuromodulazione auricolare prevede, quindi, l'esistenza a livello auricolare di due differenti sistemi terapeutici, di cui uno composto di punti riflessi dolorosi alla palpazione (con innervazione spinale) che fanno capo al circuito del dolore e l'altro che comprende aree funzionali ad azione generale, legate all'innervazione vagale e trigeminale. Questo complesso sistema terapeutico, basato esclusivamente sui principi della medicina scientifica, ha destato vivo interesse di diversi ricercatori, che stanno producendo numerosi lavori, con lo scopo di integrare a livello clinico questo patrimonio di conoscenze con le usuali terapie, per un approccio meno invasivo al trattamento di molte condizioni patologiche.